# デンバー (防護巡洋艦)
|          |                 |
| 艦歴     |                 |
| 発注:    |                 |
| 起工:    | 1900年6月28日   |
| 進水:    | 1902年6月21日   |
| 就役:    | 1904年5月17日   |
| 退役:    | 1931年2月14日   |
| その後:  | 売却            |
| 除籍:    |                 |
| 性能諸元 |                 |
| 排水量:  | 3,200 トン      |
| 全長:    | 308.10 ft       |
| 全幅:    | 44 ft           |
| 吃水:    | 15.9 ft         |
| 機関:    |                 |
| 最大速:  | 16ノット        |
| 乗員:    | 士官、兵員339名 |
| 兵装:    | 5インチ砲10門   |

デンバー (USS Denver, C-14/PG-28/CL-16) は、アメリカ海軍の防護巡洋艦。デンバー級防護巡洋艦の1番艦。艦名はコロラド州デンバーに因む。

## 艦歴
デンバーは1900年6月28日にペンシルベニア州フィラデルフィアのネーフィー・アンド・レヴィ社で起工した。1902年6月21日にR・W・ライト（デンバー市長の娘）によって命名、進水し、1904年5月17日に艦長J・B・マードック中佐の指揮下就役した。1920年に PG-28 （砲艦）に艦種変更され、1921年8月8日に CL-16 （軽巡洋艦）に艦種変更された。
デンバーは1904年7月15日から26日までテキサス州ガルベストンを訪問し、デンバー市民から銀製食器一揃いの贈答を受けた。その後カリブ海を巡航、ハイチを調査し、10月1日にフィラデルフィアに帰還した。続く2年半、デンバーは大西洋とカリブ海を巡航し、砲撃訓練およびその他の演習に参加、政情不安定な西インド諸島でアメリカ合衆国の権益保護を行った。1906年4月19日から26日までデンバーはアナポリスで行われたジョン・ポール・ジョーンズの再埋葬式に参加し、同年の夏はマデイラおよびアゾレス諸島へ海軍兵学校生の訓練巡航を行った。9月にはロングアイランドのオイスター・ベイで行われたルーズベルト大統領による観閲式に参加した。
1907年5月18日にニューヨーク州トンプキンズヴィルを出航し、デンバーはアジア艦隊での任務のためフィリピンに向かう。地中海およびスエズ運河を経由し、8月1日にカヴィテに到着した。デンバーは中国、満州、日本の港を訪問し、その後艦隊と共に定期的に演習を行う。1910年1月1日にカヴィテを出航、メア・アイランド海軍工廠に向かい2月15日に到着した。デンバーは3月12日に予備役となり、1912年1月4日に限定再就役、7月15日に完全就役し太平洋での任務に就いた。
続く5年に渡ってデンバーはサンフランシスコからパナマ運河地帯までの西海岸を巡航し、ニカラグア、メキシコの沖合を偵察、政情不安定な現地で調査およびアメリカ人の生命および財産を保護し、物資および手紙の運搬、難民の保護、有事即応のための訓練を継続した。1916年12月6日から1917年3月30日までデンバーはニカラグア沖合のフォンセカ湾を調査し、4月10日にフロリダ州キーウェストに到着、バハマからキーウェストおよびキューバ間の巡回任務に就いた。
デンバーは1917年7月22日にニューヨークに到着し、ニューヨークとバージニア州ノーフォークから出航する商船団の護衛任務に就いた。船団は大西洋の合流地点で駆逐艦隊と合流し、イギリスおよびフランスの港に兵員を輸送した。第一次世界大戦が終結するまでにデンバーは8度の護衛航海を行い、1918年12月5日に任務を解かれる。その後は南アメリカの東海岸を偵察し、1919年6月4日にニューヨークに帰還した。1919年7月7日から1921年9月27日までの間にデンバーはニューヨークからサンフランシスコへ航海し、パナマ運河地帯および中央アメリカの沿岸で活動した。
1922年の夏、デンバーはアメリカ合衆国を訪問したリベリアの大統領を乗せモンロビアへ送り届け、パナマ運河地帯を経由してボストンに帰還した。10月9日にパナマ運河地帯へ戻り、その後の8年間、クリストバルを拠点として活動した。デンバーは中央アメリカの両岸を偵察し、アメリカ合衆国の権益を保護し、様々な公式訪問団を運び、儀礼訪問を行った後オーバーホールのためボストンに帰還した。1922年11月20日から12月18日までデンバーは、チリで発生した地震と津波による被害者に対する救援物資を運んだ。1925年11月から1926年6月までデンバーは国境に関する特別委員会、タクナ＝アリカ・アービトレーション・グループの任務に従事し、チリから高官をアメリカ合衆国およびパナマ運河地帯へ運ぶ2度の航海を行った。
デンバーの最後の儀礼任務はハバナで1929年2月14日から19日まで行われたメイン爆沈慰霊祭への参加であった。デンバーは1930年12月25日にフィラデルフィアへ帰還し、1931年2月14日に退役、1933年9月13日に売却された。